# Xilinnuoru
Xilinnuoru (kinesiska: 锡林诺如, 锡林诺如苏木) är en socken i Kina. Den ligger i den autonoma regionen Inre Mongoliet, i den norra delen av landet, omkring 320 kilometer norr om regionhuvudstaden Hohhot.
Genomsnittlig årsnederbörd är 280 millimeter. Den regnigaste månaden är juli, med i genomsnitt 69 mm nederbörd, och den torraste är januari, med 3 mm nederbörd.